# Anri (chanteuse)
Cette page contient des caractères spéciaux ou non latins. S’ils s’affichent mal (▯, ?, etc.), consultez la page d’aide Unicode.
Anri (杏里), de son vrai nom Eiko Kawashima (川嶋栄子, Kawashima Eiko, née le 31 août 1961 à Yamato, Kanagawa, Japon), est une chanteuse, compositrice et parolière japonaise, connue dans le milieu de la J-pop et de la city pop.

## Carrière
Née dans la ville de Yamato dans la préfecture de Kanagawa, elle apprend à jouer du piano dès son plus jeune âge et sous l'influence de son frère aîné s'inspire du musicien Paul Mauriat. En 1978, alors qu'elle est encore au lycée préfectoral de Kanagawa, Eiko est repérée par un ami de la famille travaillant dans un haut poste à la télé. À seulement 16 ans, elle décide d'accepter sa proposition et enregistre le single Oribia wo Kikinagara (Listening to Olivia) écrit par Amii Ozaki,,, sur le label For Life Music qui lui impose le pseudonyme d'Anri. Pendant les vacances d'été, elle part un mois à Los Angeles pour enregistrer à A&M Records, où elle croise notamment Karen Carpenter et Minnie Riperton.
De la fin des années 70 aux années 80, elle connait un succès croissant durant lequel elle recherche encore son style. Anri part vivre à Los Angeles et sort de nombreux singles qui font références à l'été et la plage comme Remember Summers Day ou Last Summer Whisper, ou encore des albums nommés Heaven Beach (1982) ou Bi・Ki・Ni (1983) A cette époque, elle s'associe au producteur Toshiki Kadomatsu pour trois albums : Bi・Ki・Ni., Timely!! et Coool.
Sorti en 1983, Timely!! constitue l'un des plus gros succès de la carrière d'Anri,,,, la chanteuse atteignant pour la première fois le haut du top Oricon avec le single Kanashimi ga Tomaranai (I Can't Stop the Loneliness). L'album s'ouvre sur la chanson Cat's Eye qui sert de générique à la série animée Cat's Eye (Signé Cat's Eyes en français),,. Ce single atteindra directement la première place du top Oricon, le top des ventes japonaises, et y restera pendant quatre semaines. C'est l'une première fois qu'un tube de J-pop est utilisé comme générique pour un dessin animé. Elle reprendra le thème de Cat's Eyes en 1997 sous le nom Cat's Eye 2000 pour servir de thème au film tiré de la série ainsi qu'en 2017 pour plusieurs interprétations en direct et en public, comme Fantasy on Ice ou Red and White New Year's Music Special.
En 1987 avec l'album Summer Farewell, le style musical d'Anri évolue vers de la dance-pop puis vers le RnB à partir de l'album suivant Boogie Woogie Mainland. La chanteuse continue à enchainer les succès et de 1988 à 1992 chacun de ses albums se hisse aux trois premières place du Top Oricon. Durant ces années, elle collabore régulièrement avec la parolière Yumi Yoshimoto (吉元由美) et l'arrangeur Yasuharu Ogura (小倉泰治).  
En 1989, son album Circuit of Rainbow gagne le Japan Record Awards du meilleur album. Ses tubes Summer Candles et Dolphin Ring deviennent des standards fréquemment joués lors des mariages et des réceptions au japon. Au milieu des années 1990, sa musique évolue vers le RnB et en 1998, elle est invitée à chanter Furusato, une chanson folklorique japonaise, lors de la clôture des jeux olympiques de Nagano.
Avec la découverte de la city pop par les occidentaux à la fin des années 2010, ses chansons, et notamment les trois albums produits avec Toshiki Kadomatsu, sont couramment samplés par des artistes de vaporwave et de future funk. Pour la première fois, son nom connait une relative popularité en dehors du Japon.

## Vie privée
En 1988, Anri se marie au styliste Kishida Ken avant de divorcer cinq ans plus tard. En 2000, elle commence à collaborer avec le guitariste américain Lee Ritenour, avec qui elle annonce ses fiançailles en 2005, puis sa rupture en 2008.
Elle vit à Los Angeles.

## Discographie

### Albums

#### Albums studios
| Titre                                           | Date de sortie    | Label           | Formats                                     | Records de vente (Place au top Oricon) |
| ----------------------------------------------- | ----------------- | --------------- | ------------------------------------------- | -------------------------------------- |
| Anri: Apricot Jam (杏里 Apricot Jam)            | 21 novembre 1978  | For Life        | CD, LP, cassette, téléchargement, streaming | 51                                     |
| Feelin'                                         | 21 juin 1979      | For Life        | CD, LP, cassette, téléchargement, streaming | 71                                     |
| Kanashimi no Kujaku (哀しみの孔雀, Sad Peacock) | 21 septembre 1981 | For Life        | CD, LP, cassette, téléchargement, streaming | -                                      |
| Heaven Beach                                    | 21 novembre 1982  | For Life        | CD, LP, cassette, téléchargement, streaming | 89                                     |
| Bi・Ki・Ni                                      | 5 juin 1983       | For Life        | CD, LP, cassette, téléchargement, streaming | 27                                     |
| Timelyǃǃ                                        | 5 décembre 1983   | For Life        | CD, LP, cassette, téléchargement, streaming | 1                                      |
| Coool                                           | 21 juin 1984      | For Life        | CD, LP, cassette, téléchargement, streaming | 5                                      |
| Wave                                            | 21 juin 1985      | For Life        | CD, LP, cassette, téléchargement, streaming | 5                                      |
| Mystique                                        | 5 juin 1986       | For Life        | CD, LP, cassette, téléchargement, streaming | 6                                      |
| Trouble in Paradise                             | 21 novembre 1986  | For Life        | CD, LP, cassette, téléchargement, streaming | 9                                      |
| Summer Farewells                                | 2 mai 1987        | For Life        | CD, LP, cassette, téléchargement, streaming | 4                                      |
| Boogie Woogie Mainland                          | 21 mai 1988       | For Life        | CD, LP, cassette, téléchargement, streaming | 2                                      |
| Circuit of Rainbow                              | 21 juin 1989      | For Life        | CD, cassette, téléchargement, streaming     | 1                                      |
| Mind Cruisin'                                   | 23 juin 1990      | For Life        | CD, cassette, téléchargement, streaming     | 1                                      |
| Neutral                                         | 1er juin 1991     | For Life        | CD, cassette, téléchargement, streaming     | 2                                      |
| Moana Lani                                      | 24 juin 1992      | For Life        | CD, téléchargement, streaming               | 3                                      |
| 1/2 & 1/2                                       | 25 août 1993      | For Life        |                                             | N.C.                                   |
| Angel Whisper                                   | 29 juillet 1996   | For Life        | CD, téléchargement, streaming               | 4                                      |
| Twin Soul                                       | 8 octobre 1997    | For Life        | CD, téléchargement, streaming               | 9                                      |
| Moonlit Summer Tales                            | 15 juillet 1998   | For Life        | CD, téléchargement, streaming               | 5                                      |
| Ever Blue                                       | 23 juin 1999      | For Life        | CD, téléchargement, streaming               | 24                                     |
| The Beach House                                 | 19 juin 2000      | For Life        | CD, téléchargement, streaming               | 20                                     |
| My Music                                        | 24 octobre 2001   | Dolphin Hearts  | CD, téléchargement, streaming               | 48                                     |
| Sol                                             | 2 novembre 2005   | Nippon Columbia | CD, téléchargement, streaming               | 192                                    |
| Smooth & Groove                                 | 19 août 2015      | IVY Records     | CD, téléchargement, streaming               | 52                                     |
| Anri                                            | 1er août 2018     | IVY Records     | CD, téléchargement, streaming               | 38                                     |

#### Albums de reprises
| Titre                   | Date de sortie    | Label                 | Formats                       | Records de vente (Place au top Oricon) |
| ----------------------- | ----------------- | --------------------- | ----------------------------- | -------------------------------------- |
| Smooth Jam: Quiet Storm | 21 novembre 2002  | Nippon Crown          | CD, téléchargement, streaming | -                                      |
| Tears of Anri           | 12 septembre 2007 | Universal Music Japan | CD, téléchargement, streaming | 25                                     |
| Tears of Anri II        | 16 juin 2008      | Universal Music Japan | CD, téléchargement, streaming | 30                                     |

#### Albums de réinterprétations
| Titre                       | Date de sortie  | Label                 | Formats                       | Records de vente (Place au top Oricon) |
| --------------------------- | --------------- | --------------------- | ----------------------------- | -------------------------------------- |
| Anri Again – Best of Myself | 2 décembre 2009 | Universal Music Japan | CD, téléchargement, streaming | 44                                     |
| Surf City -Coool Breeze-    | 10 juillet 2013 | IVY Records           | CD, téléchargement, streaming | 19                                     |
| Surf & Tears                | 25 juin 2014    | IVY Records           | CD, téléchargement, streaming | -                                      |

#### Albums Live
| Titre    | Date de sortie  | Label       | Formats                       | Records de vente (Place au top Oricon) |
| -------- | --------------- | ----------- | ----------------------------- | -------------------------------------- |
| Fun Time | 12 juillet 2017 | IVY Records | CD, téléchargement, streaming | 84                                     |

#### Compilations
| Titre                                                                                              | Date de sortie     | Label              | Formats                                     | Records de vente (Place au top Oricon) |
| -------------------------------------------------------------------------------------------------- | ------------------ | ------------------ | ------------------------------------------- | -------------------------------------- |
| Anri: The Best (杏里 ザ・ベスト)                                                                   | 21 novembre 1980   | For Life           | CD, LP, cassette, téléchargement, streaming | -                                      |
| Omoikiri American ~ I Love Popping World, Anri ~ (思いきりアメリカン 〜I Love Poping World,Anri〜) | 21 mai 1982        | For Life           | CD, LP, cassette, téléchargement, streaming | 43                                     |
| The Anri (ザ・杏里)                                                                                | 21 juillet 1986    | For Life           | CD, LP, cassette, téléchargement, streaming | 13                                     |
| Meditation                                                                                         | 21 novembre 1987   | For Life           | CD, LP, cassette, téléchargement, streaming | 3                                      |
| My Favorite Songs                                                                                  | 21 juillet 1988    | For Life           | CD, LP, cassette, téléchargement, streaming | 8                                      |
| My Favorite Songs 2                                                                                | 21 décembre 1991   | For Life           | CD, cassette, téléchargement, streaming     | 2                                      |
| 16th Summer Breeze                                                                                 | 8 juillet 1994     | For Life           | CD, téléchargement, streaming               | 1                                      |
| Opus 21                                                                                            | 1er septembre 1995 | For Life           | CD, téléchargement, streaming               | 1                                      |
| Anri the Best                                                                                      | 24 mai 2000        | For Life           | CD, téléchargement, streaming               | 8                                      |
| R134 Ocean Delights                                                                                | 23 juillet 2003    | For Life           | CD, téléchargement, streaming               | 34                                     |
| a day in the summer The Best from "16th Summer Breeze" and "OPUS 21"                               | 17 octobre 2007    | For Life           | CD, téléchargement, streaming               | 259                                    |
| Heart to Heart 〜with you〜                                                                        | 6 juillet 2011     | Warner Music Japan | CD, téléchargement, streaming               | 50                                     |
| Melodies: Smooth & Groove                                                                          | 3 août 2016        | Warner Music Japan | CD, téléchargement, streaming               | 71                                     |
| ANRI Voice to Voice                                                                                | 21 juin 2021       | Disc Union         | LP                                          | -                                      |

### Coffrets
| Titre                     | Date de sortie | Label    | Contenu             | Records de vente (Place au top Oricon) |
| ------------------------- | -------------- | -------- | ------------------- | -------------------------------------- |
| Anri in the box           | 2020           | For Life | 22 CDs              | -                                      |
| Coool / Timely            | 2023           | For Life | 2 CDs, 2 tee-shirts | -                                      |
| Heaven Beach / Bi・Ki・Ni | 2023           | For Life | 2 CDs, 2 tee-shirts | -                                      |

### Singles

#### Solos
| Date de sortie    | Titre                                                                                                 | Top Oricon | Label                 | Album                  |
| ----------------- | --- | ---------- | --------------------- | ---------------------- |
| 5 novembre 1978   | "Olivia wo Kikinagara" （オリビアを聴きながら）                                                       | 65         | For Life Records      | Apricot Jam            |
| 21 avril 1979     | "Chichuukai Dream" （地中海ドリーム）                                                                 | 86         | For Life Records      | Feelin                 |
| 21 août 1979      | "Namida wo Umi ni Kaeshitai" （涙を海に返したい）                                                     | -          | For Life Records      |                        |
| 21 décembre 1979  | "Inspiration" （インスピレーション）                                                                  | -          | For Life Records      |                        |
| 5 avril 1980      | "Kaze no Jealousy" （風のジェラシー）                                                                 | -          | For Life Records      |                        |
| 5 avril 1980      | "Kawaii Pauline" （可愛いポーリン）                                                                   | -          | For Life Records      | Kanashimi no Kujaku    |
| 21 avril 1981     | "Cotton Kibun" （コットン気分）                                                                       | -          | For Life Records      |                        |
| 21 septembre 1981 | "Ikoku no Dekigoto" （異国の出来事）                                                                  | -          | For Life Records      | Kanashimi no Kujaku    |
| 5 février 1982    | "Espresso de Nerenai" （エスプレッソで眠れない）                                                      | -          | For Life Records      | Kanashimi no Kujaku    |
| 21 avril 1982     | "Omoikiri American" （思いきりアメリカン）                                                            | 74         | For Life Records      |                        |
| 21 novembre 1982  | "Fly by day"                                                                                          | -          | For Life Records      | Heaven Beach           |
| 5 juin 1983       | "Lady Sunshine"                                                                                       | -          | For Life Records      | Bi・Ki・Ni             |
| 5 août 1983       | "Cat's Eye"                                                                                           | 1          | For Life Records      | Timely!!               |
| 5 novembre 1983   | "Kanashimi ga Tomaranai" （悲しみがとまらない）                                                       | 4          | For Life Records      | Timely!!               |
| 21 avril 1984     | "Kimama ni Reflection" （気ままにREFLECTION）                                                         | 7          | For Life Records      | Coool                  |
| 21 avril 1985     | "16(Sixteen)Beat"                                                                                     | 31         | For Life Records      | Wave                   |
| 21 février 1986   | "Oriental Rose" （オリエンタル・ローズ）                                                              | 39         | For Life Records      | Mystique               |
| 5 juin 1986       | "Morning Squall" （モーニング スコール）                                                              | 51         | For Life Records      | Mystique               |
| 5 décembre 1986   | "Trouble in Paradise"                                                                                 | -          | For Life Records      | Trouble in Paradise    |
| 21 février 1987   | "Happy end de Furaretai" （HAPPYENDでふられたい）                                                     | 17         | For Life Records      | Summer Farewells       |
| 22 juin 1987      | "Surf & Tears"                                                                                        | 27         | For Life Records      | Summer Farewells       |
| 13 juillet 1988   | "Summer Candles"                                                                                      | 16         | For Life Records      | Boogie Woogie Mainland |
| 14 décembre 1988  | "Snow Flake no Machikado" （スノーフレイクの街角）                                                    | 12         | For Life Records      |                        |
| 14 février 1991   | "Sweet Emotion"                                                                                       | 13         | For Life Records      | Neutral                |
| 21 juin 1991      | "Back to the basic"                                                                                   | 43         | For Life Records      | Neutral                |
| 21 août 1991      | "Uso Nara Yasashiku" （嘘ならやさしく）                                                               | 14         | For Life Records      | Neutral                |
| 21 novembre 1991  | "Last Love" （ラスト ラブ）                                                                           | 14         | For Life Records      |                        |
| 3 juin 1992       | "Lani: Heavenly Garden"                                                                               | 18         | For Life Records      | Moana Lani             |
| 7 avril 1993      | "Dolphin Ring" （ドルフィン・リング）                                                                 | 9          | For Life Records      |                        |
| 17 juin 1994      | "All of you"                                                                                          | 27         | For Life Records      |                        |
| 18 novembre 1994  | "Share Hitomi no Naka no Hero" （SHARE 瞳の中のヒーロー）                                             | 47         | For Life Records      |                        |
| 19 août 1995      | "Legends of Love"                                                                                     | 67         | For Life Records      | Angel Whisper          |
| 19 juillet 1996   | "Ano Natsu ni Modoritai" （あの夏に戻りたい）                                                         | 50         | For Life Records      |                        |
| 21 août 1996      | "Mou Hitotsu no Birthday" （もうひとつのBirthday）                                                    | -          | For Life Records      |                        |
| 21 août 1997      | "Cat's Eye-2000"                                                                                      | 47         | For Life Records      | Twin Soul              |
| 21 novembre 1997  | "Future For You"                                                                                      | -          | For Life Records      | Twin Soul              |
| 8 avril 1998      | "Eternity"                                                                                            | 85         | For Life Records      | Moonlit Summer Tales   |
| 10 juin 1998      | "Natsu no Tsuki" （夏の月）                                                                           | 22         | For Life Records      |                        |
| 21 mai 1999       | "Aenai Setsunasa to" （逢えないせつなさと）                                                           | -          | For Life Records      | Ever Blue              |
| 22 août 2001      | "Sunset Beach Hotel"                                                                                  | 100        | Nippon Crown          | My Music               |
| 22 août 2001      | "Tears in Cristal"                                                                                    | -          | Nippon Crown          | My Music               |
| 4 décembre 2002   | "Candle Light"                                                                                        | -          | Nippon Crown          |                        |
| 21 juillet 2004   | "Return To The Silence"                                                                               | -          | Nippon Columbia       |                        |
| 28 septembre 2005 | "Field of Lights"                                                                                     | -          | Nippon Columbia       | Sõl                    |
| 9 avril 2008      | "Mou Kanashikunai: Anri 30th Anniversary Edition" （もう悲しくない〜anri 30th anniversary edition〜） | 99         | Universal Music Japan |                        |
| 2019              | "Duke's Anthem"                                                                                       | -          | -                     |                        |
| 2019              | "Wasurerarenai Okurimono"                                                                             | -          | -                     |                        |
| 2019              | "Crescent Moon"                                                                                       | -          | -                     |                        |
| 2023              | "Cat's Eye 2023"                                                                                      | -          | -                     |                        |

#### Collaborations
| Année | Titre                                              | Top Oricon | Label              |
| ----- | -------------------------------------------------- | ---------- | ------------------ |
| 2002  | "Candle Light" - avec Tetsurou Oda                 | 97         | Cutting edge       |
| 2003  | "Tenshi wa Hitomi wo Tojite" - avec Hiroyuki Amano | -          | indépendant        |
| 2021  | "Watching over you" - avec Mariya Takeuchi         | -          | Warner Music Japan |

### Utilisation de ses chansons
| Chanson                                                    | Utilisation                                                                       |
| ---------------------------------------------------------- | --------------------------------------------------------------------------------- |
| "Inspiration"（インスピレーション）                        | Générique de la série Taiken Jidai                                                |
| "Kaze no Jealousy" （風のジェラシー）                      | Publicité pour la marque Suntory                                                  |
| "Kawaii Pauline" （可愛いポーリン）                        | Publicité de cosmétique                                                           |
| "Cotton Kibun" （コットン気分）                            | Publicité pour du parfum Rimala de Kao Corporation                                |
| "Cotton Kibun" （コットン気分）                            | Publicité pour des mouchoirs de Nisshinbo Holdings                                |
| "Omoikiri American" （思いきりアメリカン）                 | Publicité pour du parfum Rimala de Kao Corporation                                |
| CAT'S EYE                                                  | Générique du dessin animé Signé Cat's Eyes                                        |
| "Kimama ni Reflection" （気ままにREFLECTION）              | Publicité pour les nouilles Yakisoba UFO de Nissin                                |
| "16(Sixteen)Beat"                                          | Publicité pour la version WORLD CUP'85 des cigarettes SomeTime de Japan Tobacco   |
| Innocent Times                                             | Générique de l'émission sportive " SKINOW'86 " sur TV Tokyo                       |
| "Saigo no Surf Holiday" (最後のサーフホリデー)             | Publicité pour Canada Dry                                                         |
| "Morning Squall" （モーニング スコール）                   | Publicité pour Osaka Gas                                                          |
| "Happy end de Furaretai" （HAPPYENDでふられたい）          | Publicité pour les cigarettes SomeTime de Japan Tobacco                           |
| Surf & Tears                                               | Publicité pour les cigarettes SomeTime de Japan Tobacco                           |
| "Summer Candles"                                           | Générique de la série de Nippon TV « Koiibito mo Nureru Michikaku »               |
| "Summer Candles"                                           | Publicité pour les cigarettes SomeTime de Japan Tobacco                           |
| "Snow Flake no Machikado" （スノーフレイクの街角）         |                                                                                   |
| Groove A・Go・Go                                           | Générique de la série de Fuji TV « Fire in the Heart ! »                          |
| Sweet Emotion                                              | Publicité pour le maquillage T'ESTIMO de Kanebo Cosmetics                         |
| Stardust Go Home (Version anglaise)                        | Publicité pour le magnétoscope ARENA de Toshiba                                   |
| Back to the Basic                                          | Publicité pour le magnétoscope ARENA de Toshiba                                   |
| "Uso Nara Yasashiku" （嘘ならやさしく）                    | Publicité pour le maquillage T'ESTIMO de Kanebo Cosmetics                         |
| "Last Love" （ラスト ラブ）                                | Générique de la série télévisée de Nippon TV « Kekkon Shiri Matsu Shokogun »      |
| LANI -Heavenly Garden-                                     | Générique de la série "Mystery Suspense" de Fuji TV                               |
| "Dolphin Ring" （ドルフィン・リング）                      | Générique du film Kekkon, produit par la firme de vente par correspondance Cecile |
| All of You                                                 | Générique du spectacle « Shirela »                                                |
| S"Share Hitomi no Naka no Hero" （SHARE 瞳の中のヒーロー） | Chanson Titre des Jeux Olympiques de Nagano                                       |
| S"Share Hitomi no Naka no Hero" （SHARE 瞳の中のヒーロー） | Publicité pour Mizuno                                                             |
| Dreaming                                                   | Publicité pour les cartes de crédits PayPay Card                                  |
| Legend of Love                                             | Générique de fin du film de Kihachi Okamoto East Meets West                       |
| "Ano Natsu ni Modoritai" （あの夏に戻りたい）              | Publicité pour les cartes de crédits PayPay Card                                  |
| "Ano Natsu ni Modoritai" （あの夏に戻りたい）              | Générique des Jeux olympiques d'Atlanta sur TV Asahi                              |
| "Ano Natsu ni Modoritai" （あの夏に戻りたい）              | Générique de l'émission EARTH BEAT sur Tv Tokyo                                   |
| Celebration On The Beach                                   | Publicité pour les cartes de crédits PayPay Card                                  |
| "Mou Hitotsu no Birthday" （もうひとつのBirthday）         | Générique de l'émission d'information NNN Today's Events sur Nippon Television    |
| "Mou Hitotsu no Birthday" （もうひとつのBirthday）         | Publicité pour les cartes de crédits PayPay Card                                  |
| Rakuen o Mitsuketa Asa (楽園をみつけた朝)                  | Générique de la série télévisé Daiojo par la NHK                                  |
| CAT'S EYE -2000-                                           | Générique du film Cat's Eye de 1997                                               |
| Future For You                                             | Générique de l'émission pour enfant Ponkikki sur Fuji TV                          |
| Future For You                                             | Publicité pour les cartes de crédits PayPay Card                                  |
| Eternity                                                   | Générique de l'émission " World Mystery Discovery " sur TBS Television            |
| Eternity                                                   | Publicité de l'Office du tourisme de Nouvelle-Zélande                             |
| "Natsu no Tsuki" （夏の月）                                | Publicité pour l'appareil photo IXY de Canon                                      |
| "Aenai Setsunasa to" （逢えないせつなさと）                | Générique de l'émission musicale " Uchikuru !? " sur Fuji TV                      |
| Love Songが聞こえる                                        | Générique de fin du film Tenchi Muyô ! in Love 2 Haruka naru omoi                 |
| Born To Love                                               | Générique de la Coupe du Japon féminine de volley-ball                            |
| Tears in Crystal                                           | Générique de l'émission " Tuesday Suspense Theatre " de Nippon Television         |
| 天使は瞳を閉じて                                           | Générique de l'émission 天使は瞳を閉じて                                          |
| Return To The Silence                                      | Générique de l'émission d'information "Just" sur TBS Television                   |
| Field of Lights                                            | Générique de fin de la série " Daka! Aru Aru Daiten II " sur Fuji TV              |
| "Mou Kanashikunai: Anri 30th Anniversary Edition"          | Générique de l'émission « Happifuru ! » sur Fuji TV                               |
| Precious One ～かけがえのないストーリー                    | Générique du film « Koi no Wa Marriage Cruising » [12]                            |

### Concerts filmés
| Année | Titre                         | Détails                  |
| ----- | ----------------------------- | ------------------------ |
| 1984  | ANRI in Concert               | Formats : Laserdisc, VHS |
| 1987  | Anri: Live in Budokan         | Formats : Laserdisc, VHS |
| 1988  | Anri: Hiroshima Peace Concert | Formats : Laserdisc, VHS |
| 1989  | Anri: Concert in Hawaii       | Formats : VHS            |

## Liens
- (ja) Site officiel
- (ja) Myspace officiel
- (ja) Fiche officielle (label)